# Artchil II de Karthli
Pour les articles homonymes, voir Artchil.
Artchil II de Karthli ou Abdallah Beg est un prince de la dynastie des Bagration qui gouverne brièvement le Karthli en 1736-1737.

## Biographie
Fils du roi Jessé Ier Moustapha Pacha, il est porté à la tête du Karthli par les Ottomans après la destitution de Ishaq Ier Jakéli et avant que le royaume ne soit réoccupé par les armées perses de Nâdir Shâh.

## Sources
- Marie-Félicité Brosset, Histoire de la Géorgie, tome II : Histoire de la Géorgie moderne, réédition Adamant Media Corporation  (ISBN 0543944808), « Chronique de Sekhnia Tchkeidzé », p. 7-54.